# Альберт Саксонский
Альберт Саксонский (Albertus de Saxonia; Хельмштадт, ок. 1316 — Хальберштадт, 8 июля 1390) — средневековый философ, логик, математик, механик и естествоиспытатель.

## Биография
Альберт Саксонский, имя при рождении — Альбрехт Рике, был сыном фермера Бернхарда Рике.
Учился в Праге и Париже. Ученик Жана Буридана.
С 1351 по 1362 год преподавал в Университете Парижа, профессор, в 1353 — ректор Сорбонны.
Затем отправился ко двору папы Урбана V в Авиньон. Участвовал в учреждении Венского университета, стал в 1365 году его первым ректором.
Был епископом Хальберштадта с 1366 года до самой смерти. Участвовал в борьбе Магнуса II, герцога Брауншвейг-Люнебурга против Герхарда Берга, епископа Хильдесхайма и был взят в плен в битве при Динклере в 1367 году.
Похоронен в соборе Хальберштадта.

## Научные интересы
Альберту Саксонскому принадлежат «Вопросы к четырём книгам Аристотеля о небе и мире», в которой были сформулированы шесть доводов в пользу движения Земли. Вот самый известный из них:
Некоторые считали, что земля подобна жаркому, а солнце — очагу. Но подобно тому как не очаг движется вокруг жаркого, но жаркое поворачивают на вертеле, так, говорят они, не солнце движется вокруг земли, но, скорее, земля движется вокруг солнца, потому что земля нуждается в солнце, а не наоборот.
Однако в конце концов Альберт высказывается в пользу аристотелевского учения о неподвижности Земли.
Обсуждая концепцию импетуса, развитую в посвящённых механике работах его учителя Жана Буридана, Альберт приводит следующий пример, который впоследствии приводил и Галилео Галилей в своём «Диалоге о двух системах мира»:
Если бы Земля была просверлена насквозь, и через это отверстие падало бы тяжёлое тело с достаточно большой скоростью в направлении центра Земли, то, когда центр тяжести этого падающего тела совпал бы с центром мира, это тело и дальше продолжало бы двигаться в направлении другой части неба по причине импетуса, в нём ещё не уничтоженного; и когда в процессе подъёма этот импетус полностью израсходуется, это тело снова начнёт спускаться, и в процессе спуска снова приобретёт себе некий небольшой импетус, благодаря которому снова пройдёт центр Земли; и когда и этот импетус уничтожится, снова начнёт спускаться, и так будет двигаться туда-сюда вокруг центра Земли, колеблясь до тех пор, пока в нём будет оставаться импетус, и наконец, остановится.
Альберт пытался также установить, каким образом идёт нарастание скорости при равноускоренном движении, но окончательного выбора между двумя гипотезами, согласно которым скорость растёт пропорционально пройденному пути либо прошедшему с начала движения времени, так и не сделал.